# Cámbiame Challenge
Cámbiame Challenge fue un programa de televisión dedicado al cambio de imagen. El formato, presentado por Carlota Corredera, estaba producido por La Fábrica de la Tele y se emitía en Telecinco de manera ocasional –normalmente los sábados entre las 16:00 y las 18:30 horas– entre el 28 de febrero y el 13 de mayo de 2017.

## Formato
Cámbiame Challenge se diferencia principalmente de Cámbiame en que los 3 estilistas realizan un cambio en directo cada uno. El espacio está dividido en tres fases:
En primer lugar, Carlota Corredera se reúne entre bastidores con los aspirantes al cambio para que se presenten ante la audiencia y digan una palabra que les defina. A continuación, estas palabras definitorias aparecen en pantalla y los estilistas eligen la que más les haya llamado la atención. De este modo, se decide a ciegas el orden en que los participantes entran en plató. Durante este proceso, los concursantes se van presentando ante los coaches en la pasarela mecánica de diez metros para convencerlos y, si uno de ellos acciona el pulsador, dicho estilista cambiará al aspirante. Si ninguno pulsa el botón, significa que ninguno de ellos quiere cambiar a ese/a participante, dejándolo/a fuera del programa automáticamente.
En segundo lugar, los coaches se dirigen al mismo establecimiento comercial con sus elegidos, donde les espera la presentadora para informarles de que disponen de un presupuesto y un tiempo limitado para llevar a cabo la transformación. En esta ocasión, se ve el proceso de transformación y los estilistas van hacia la presentadora, que es la encargada de calcular lo que han gastado y lo que les sobra para realizar los retoques finales.
Finalmente, los participantes cruzan la pasarela y se abre un proceso de votación para que la audiencia decida quién ha realizado el mejor cambio. Mientras, los concursantes ven los resultados de su cambio de imagen a través de un gran espejo a la vez que un jurado profesional valora dichas transformaciones y, desde el tercer programa, otorga puntos a los estilistas (la puntuación del jurado vale un 50%). Una vez cerradas las votaciones, la presentadora anuncia el nombre del ganador, que dona un premio de 3.000 euros a la causa benéfica que elija.

## Equipo

### Presentadora
- Carlota Corredera

### Estilistas
| Estilista          | Información                                                                              | Programas |
| ------------------ | ---------------------------------------------------------------------------------------- | --------- |
| Natalia Ferviú     | Directora creativa, editora de moda, DJ e it-girl.                                       | (1 - 4)   |
| Pelayo Díaz        | Bloguero, fotógrafo y diseñador de moda.                                                 | (1 - 4)   |
| Cristina Rodríguez | Actriz, presentadora, figurinista y encargada de vestuario en cine, teatro y televisión. | (1 - 4)   |

### Jurado
- Poli Gaspar
- Marc Giró
- María Escoté

### Centro de control de datos
- María Verdoy
- Fede Arias

## Programas
Estas han sido las audiencias medias del programa Cámbiame Challenge:
| Programa           | Cambio de Natalia   | Cambio de Pelayo      | Cambio de Cristina | Aspirantes descartados   | Día de emisión        | Espectadores | Cuota |
| ------------------ | ------------------- | --------------------- | ------------------ | ------------------------ | --------------------- | ------------ | ----- |
| 1                  | Isa                 | Sara                  | Lucía              | Paulina, Carlos y Emilia | 28 de febrero de 2017 | 1 260 000    | 12,9% |
| 2 (Especial bodas) | Lorena y Bartolo    | Kim y Marina          | Patricia y Álex    | Pepa y Juan              | 29 de abril de 2017   | 1 147 000    | 8,8%  |
| 3 (Especial bodas) | Laura y José Miguel | Natalia y Juan Carlos | Esther y Eloy      | Esther y Javier          | 6 de mayo de 2017     | 917 000      | 7,9%  |
| 4 (Especial bodas) | Pepa y Juan         | Rosa y Óscar          | Ana y Javier       | —                        | 13 de mayo de 2017    | 1 018 000    | 8,3%  |

## PalmarésCámbiame Challenge
| Edición                     | Fecha | Ganador                     | Subcampeón               | Tercero                     |
| --------------------------- | ----- | --------------------------- | ------------------------ | --------------------------- |
| Cámbiame Challenge 1        | 2017  | Natalia Ferviú (53%)        | Cristina Rodríguez (32%) | Pelayo Díaz (15%)           |
| Cámbiame Challenge: Bodas 2 | 2017  | Natalia Ferviú (46%)        | Cristina Rodríguez (34%) | Pelayo Díaz (20%)           |
| Cámbiame Challenge: Bodas 3 | 2017  | Pelayo Díaz (53%+7*)        | Natalia Ferviú (33%+2*)  | Cristina Rodríguez (14%+1*) |
| Cámbiame Challenge: Bodas 4 | 2017  | Cristina Rodríguez (84%+4*) | Natalia Ferviú (10%+3*)  | Pelayo Díaz (6%+3*)         |

- *Puntos otorgados por el jurado, que cuenta con 10 para repartirlos entre los tres estilistas.

## Programas relacionados
- Cámbiame: Presentado por Carlota Corredera y, anteriormente por Marta Torné, en emisión actualmente. En el programa, varios candidatos anónimos caminarán por la pasarela para someterse a un cambio con la ayuda de los coaches.
- Cámbiame VIP: Presentado por Carlota Corredera, en emisión actualmente. El programa sigue el funcionamiento de Cámbiame, pero solo con candidatos VIP, que caminarán por la pasarela para someterse a un cambio con la ayuda de los coaches.
- Cámbiame Premium: Presentado por Jorge Javier Vázquez y emitido durante los tres primeros martes de septiembre con una duración de cuatro horas (comprendiendo "prime-time" y "late night") y con una audiencia de 14,3% de media en sus tres programas. El programa se retiró debido a la caída de audiencia del programa.
- Cámbiame de noche: Presentado por Marta Torné y emitido entre el 23 de septiembre y el 25 de noviembre de 2015 como telonero de la serie B&b, de boca en boca y creando la "Noche de la moda". El programa, una variante idéntica al programa de la tarde, finalizó sus emisiones con el fin de la serie.
- Cámbiame de año: Presentado por Marta Torné, Cristina Rodríguez, Natalia Ferviú y Pelayo Díaz la noche del 31 de diciembre de 2015 para dar paso al 2016. Fueron escogidos para dar la bienvenida al nuevo año desde las 23:35 de la noche desde la Puerta del Sol.